# Crary (Dakota del Norte)
Crary es una ciudad ubicada en el condado de Ramsey en el estado estadounidense de Dakota del Norte. En el censo de 2010 tenía una población de 142 habitantes y una densidad poblacional de 58,76 personas por km².

## Geografía
Crary se encuentra ubicada en las coordenadas 48°4′33″N 98°38′37″O / 48.07583, -98.64361. Según la Oficina del Censo de los Estados Unidos, Crary tiene una superficie total de 2.42 km², de la cual 2.3 km² corresponden a tierra firme y (4.93%) 0.12 km² es agua.

## Demografía
Según el censo de 2010, había 142 personas residiendo en Crary. La densidad de población era de 58,76 hab./km². De los 142 habitantes, Crary estaba compuesto por el 95.07% blancos, el 0% eran afroamericanos, el 4.23% eran amerindios, el 0% eran asiáticos, el 0% eran isleños del Pacífico, el 0% eran de otras razas y el 0.7% pertenecían a dos o más razas. Del total de la población el 2.11% eran hispanos o latinos de cualquier raza.